# Obelė (přítok Kruoji)
Obelė je říčka na severu Litvy, pravý přítok řeky Kruoja. Je dlouhá 37,6 km. Pramení v okresním městě Radviliškis. Protéká okresy Radviliškis a Pakruojis. Teče převážně směrem severovýchodním. Do řeky Kruoja se vlévá 16,2 km od jejího soutoku s řekou Mūša, v lese 6 km na západ od města Pakruojis. Plocha povodí je 175,6 km², průměrný průtok je 0,89 m³/s. Průměrný spád je 144 cm/km. 22 km před ústím protéká rybníkem Petraičių tvenkinys.

## Obce při řece
Voskoniai, Paobeliai, Petraičiai, Stačiūnai, Dargužiai, Užubeliai, Poškiečiai.